# Sărata, Cluj
Sărata (în maghiară Szótelke) este un sat în comuna Panticeu din județul Cluj, Transilvania, România.

## Note

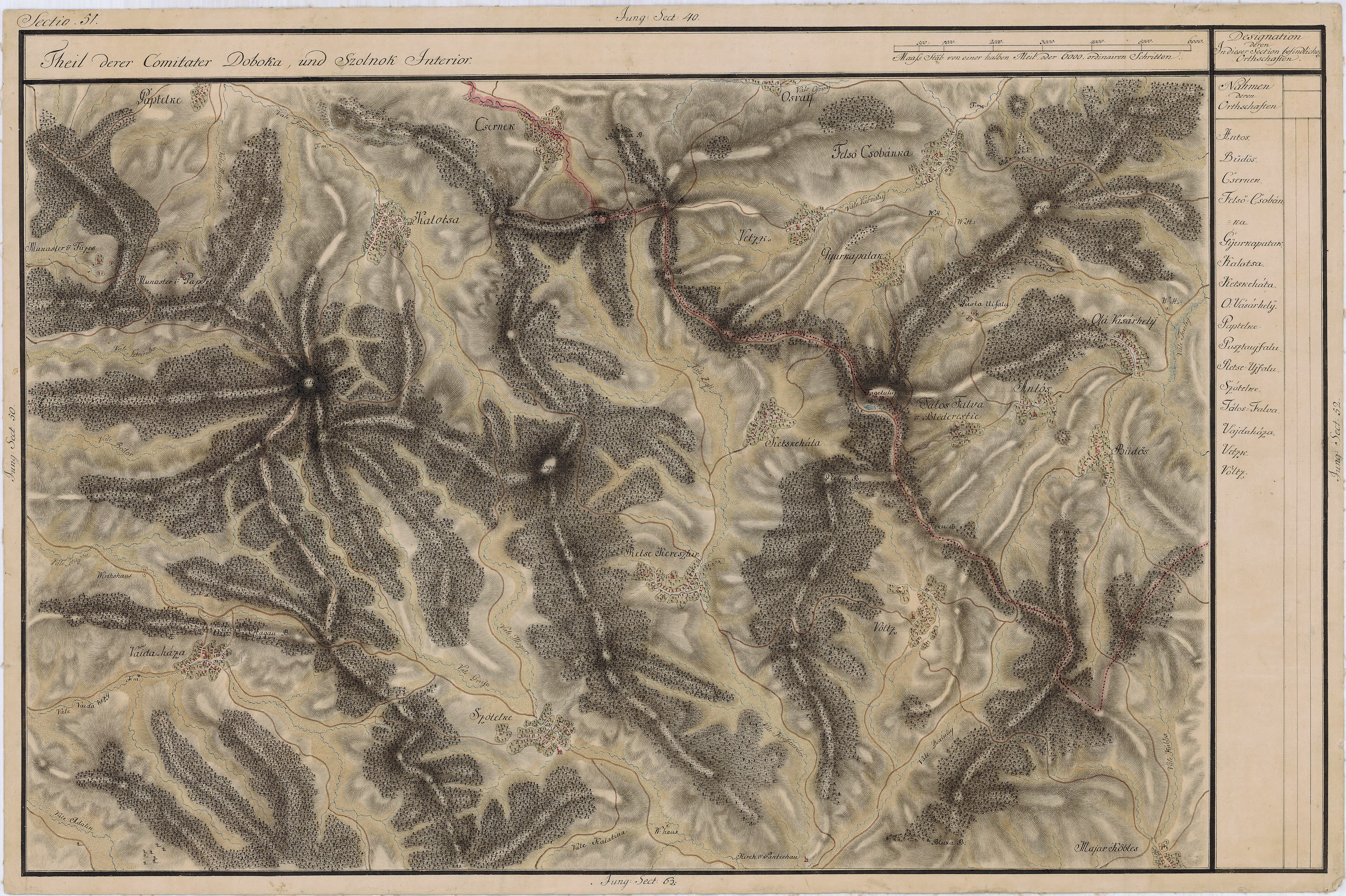
Sărata în Harta Iosefină a Transilvaniei, 1769-73